# Alex Sedrick
Alex Sedrick est une joueuse américaine de rugby à sept née le 28 février 1998 à Salt Lake City, dans l'Utah.

## Biographie
Elle a remporté avec l'équipe des États-Unis la médaille de bronze du tournoi féminin des Jeux olympiques d'été de 2024, organisés à Paris.